# Stare Miasto (Będzin)

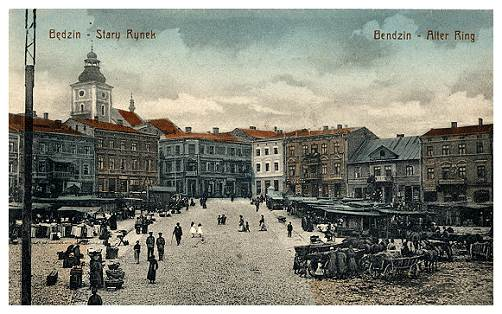
Stary Rynek w Będzinie. Stan pocz. XX w.

Śródmieście – Stare Miasto czyli Stary Będzin – centralna i najstarsza część  Będzina. Obejmuje dawne XIV-wieczne miasto Będzin (1358 r.) w obrębie dawnych murów miejskich wraz ze Wzgórzem Zamkowym (Stare Miasto, Stary Będzin) oraz obecną dzielnicę Śródmiejską (Śródmieście), rozbudowaną poza murami w kierunku dworca kolejowego wzdłuż ulic: al. Kołłątaja, Małachowskiego, Modrzejowskiej, Potockiego, Piłsudskiego, Kościuszki i in. Obecne Śródmieście rozciąga się pomiędzy ulicą Małobądzką (dzielnica Małobądz) za linię kolejową od wschodu (Warpie). W kierunku południowym przechodzi w tzw. Nowy Będzin (dlatego ta część miasta określana jest wspólną nazwą Stary Będzin - taką nazwę nosiła obecna stacja kolejowa Będzin Miasto).
Zabudowa tej dzielnicy składa się głównie ze starych zabytkowych kamienic. Mieści się tu większość budynków użyteczności publiczności. W południowej jej części powstała dzielnica przemysłowa (ul. Kościuszki).

## Historia
W ciągu XIX i XX w. wokół miasta lokacyjnego Będzina zaczęły tworzyć się gęsto zabudowane przedmieścia. Rozwijały się one w kierunku dworca kolejowego (wzdłuż ulic Modrzejowskiej i Małachowskiego z wytoczonym około 1870 r. nowym placem targowym, dziś pl. 3 Maja), wzdłuż al. Kołłątaja. Tutaj powstało większość budynków użyteczności publicznej, jak Magistrat, Starostwo, ochronka, poczta, banki, Gimnazjum Zgromadzenia Kupców oraz żydowskie „Jawne”. W wyniku modernizacji miasta w latach 70. znaczna część tych terenów uległa znacznym przekształceniom urbanistycznym.
W południowej części znajdowały się liczne zakłady przemysłowe, jak Fabryka Pilników, Mostostal, Centrostal, ŚZPC "Hanka", oraz po drugiej stronie torów Fabryka Przewodów Energetycznych. Niektóre z tych zakładów kontynuują kilkudziesięcioletnią tradycję.

## Ulice Starego Będzina
Stare Miasto
- Berka Joselewicza (d. ul. Targowa)
- Bohaterów Getta Warszawskiego (wyburzona)
- Czeladzka
- Góra Zamkowa
- Górna
- Kamienne Schodki
- Kazimierza Wielkiego, plac (d. Stary Rynek, pl. Wolności)
- Kościelna
- Kołłątaja Hugona, aleja (d. Sławkowska, gen. A. Zawadzkiego)
- Kościuszki Tadeusza
- Moniuszki Stanisława (d. Św. Jana)
- Plebańska
- Podwale
- Podzamcze
- Rybna
- Rybny Rynek
- Zamkowa
- Zawale

 Śródmieście
- 11 Listopada (d. Waltera Szolca)
- 3 Maja, plac
- Bema Józefa
- Gawlika Stanisława (d. osiedle Huty "Będzin")
- Jasna
- Kołłątaja Hugona, aleja
- Krótka (zlikwidowana)
- Lustigera, plac kardynała Jeana-Marie
- Małachowskiego Stanisława
- Modrzejowska (d. F. Dzierżyńskiego)
- Piłsudskiego Józefa (d. L. Waryńskiego)
- Podjazie
- Potockiego Ignacego (d. M. Buczka)
- Sączewskiego Michała (d. 22 Lipca)
- Sienkiewicza Henryka
- Zaułek (wyburzona)
- Zawale
- Zawodzie

Nowy Będzin
- Kościuszki Tadeusza
- Ludowa
- Słowiańska.